# 大村郵便局
大村郵便局（おおむらゆうびんきょく）は、長崎県大村市にある郵便局。民営化前の分類では集配普通郵便局であった。

## 概要
住所：〒856-8799 長崎県大村市森園町663-9
長崎空港から連絡橋を挟んだすぐ対岸にあり、大村市の中心街からはやや距離がある。かつて長崎中央郵便局が担っていた長崎県内ほぼ全域（壱岐市、対馬市、松浦市福島町などを除く郵便番号の上2桁が85の地域）の地域区分業務を、森園町への新築移転とともに移管され、長崎県下の郵便網の中核を担う重要な局となった。

### 分室
- 国見集配分室 - 郵便事業大村支店国見集配センターを引き継ぐ形で、2012年（平成24年）10月1日付で設置。

かつて存在した分室は以下の通り。
- 久原分室 - 1990年（平成2年）に廃止。

## 沿革
- 1872年1月14日（明治4年12月5日） - 大村郵便取扱所として開設[1]。
- 1873年（明治6年） - 大村郵便役所となる。
- 1875年（明治8年）1月1日 - 大村郵便局（五等）となる。
- 1881年（明治14年）10月18日 - 為替・貯金取扱を開始。
- 1891年（明治24年）3月21日 - 大村郵便電信局となる。
- 1903年（明治36年）4月1日 - 通信官署官制の施行に伴い大村郵便局となる。
- 1905年（明治38年）10月11日 - 電話通話事務を開始[2]。
- 1944年（昭和19年）8月21日 - 大村市大字久原郷に久原分室を設置[3]。
- 1956年（昭和31年）11月1日 - 久原分室において電話通話および和文電報受付事務の取扱を開始[4]。
- 1961年（昭和36年）3月 - 局舎新築落成。
- 1987年（昭和62年）3月 - 局舎新築落成。
- 1990年（平成2年）4月29日 - 久原分室を廃止[5]。
- 1994年（平成6年）10月11日 - 大村市本町から、同市森園町へ局舎を新築、移転[6]。同時に長崎中央郵便局から地域区分業務を移管される。また同月17日に、竹松郵便局および松原郵便局より集配業務を移管。
- 1996年（平成8年）7月1日 - 外国通貨の両替および旅行小切手の売買に関する業務取扱を開始。
- 2007年（平成19年）10月1日 - 民営化に伴い、併設された郵便事業大村支店へ一部業務を移管。
- 2012年（平成24年）10月1日 - 日本郵便株式会社発足に伴い、郵便事業大村支店を大村郵便局に統合。同支店国見集配センターを当局の国見集配分室とする。

## 取扱内容
- 郵便、印紙、ゆうパック、内容証明
- 貯金、為替、振替、振込、国際送金、外貨両替、国債、投資信託
- 生命保険、バイク自賠責保険
- ゆうちょ銀行ATM
- 郵便番号の上2桁が85地域の地域区分局
- 「856-00xx」「856-08xx」区域（大村市の全域）の集配業務
- ゆうゆう窓口

## 周辺
- 長崎空港
  - 海上自衛隊大村航空基地
- 長崎県立大村工業高等学校
- 長崎県警運転免許試験場
- 長崎県消防学校
- 長崎県営放虎原ラグビー場
- 市立大村市民病院
- 国道34号

## アクセス
- 長崎県営バス 消防学校前停留所徒歩約3分、又はサンスパおおむら停留所下車徒歩約1分
- 長崎自動車道 大村ICから南西に約3km
- 長崎県道38号長崎空港線沿い
- 駐車場あり：54台